# Hosmer (Dakota Południowa)
Hosmer – miasto w Stanach Zjednoczonych, w stanie Dakota Południowa, w hrabstwie Edmunds.